# Moj laskovyj i nezjnyj zver
Moj laskovyj i nezjnyj zver (russisk: Мой ласковый и нежный зверь, da.: ~ Mit søde og bløde dyr) er en sovjetisk spillefilm fra 1978 produceret af Mosfilm og instrueret af Emil Loteanu.
Filmen er et romantisk drama baseret på Anton Tjekhovs roman Jagtsselskabet fra 1880'erne.
Filmen deltog ved Filmfestivalen i Cannes under dens engelske titel A Hunting Accident

## Medvirkende
- Galina Beljajeva som Olga
- Oleg Jankovskij som Kamysjev
- Kirill Lavrov som  Karnejev
- Leonid Markov som Urbenin
- Svetlana Toma som Tina